# Léa Le Garrec
Léa Le Garrec (Dreux, 9 luglio 1993) è una calciatrice francese, centrocampista dell'Al-Qadisiya della nazionale francese.

## Biografia
Nel giugno 2019, non essendo stata selezionata in nazionale per il Mondiale del 2019, è assunta da Canal+ come commentatrice. Successivamente commenta anche le partite della Premier League. Tuttavia dichiara di sentirsi sempre una calciatrice: «Se domani firmassi per un  club che mi chiedesse di smettere di commentare, lo farei».

## Carriera

### Club
Debutta con l'Evreux, con cui gioca per la prima volta in Division 1 Féminine a neanche 16 anni, quindi indossa per una stagione i colori del Montigny. Nel 2010, si trasferisce al Paris Saint-Germain, dove è aggregata alla prima squadra, anche se non disdegna di dare il suo contributo alla squadra under 19.
A giugno 2013 firma per due anni col Guingamp.
Dopo tre anni in Division 2 col Saint-Malo, nel giugno 2017 torna al Guingamp. Nella stagione 2018-2019, è rappresentante sindacale dell'Unione nazionale dei calciatori professionisti.
L'8 agosto 2019 firma per il Brighton & Hove Albion, nella prima divisione inglese. Al termine della stagione, decide di non rinnovare il contratto e lascia il club il 3 giugno 2020.
Tornata in patria, si accasa al Fleury.

### Nazionali giovanili
Fa parte per diversi anni delle varie nazionali giovanili francesi.

### Nazionale maggiore
Ad agosto 2017, dopo la nomina di Corinne Diacre come allenatrice, è convocata per la prima volta e debutta in nazionale maggiore.
Poi non è più convocata per 5 anni e mezzo, fin quando è richiamata dal nuovo allenatore Hervé Renard ad aprile 2023 per due incontri di preparazione al mondiale. Torna in campo contro il Canada e segna il secondo gol al 44' minuto, approfittando di un errore del portiere avversario Kailen Sheridan. Si tratta del suo primo gol in nazionale.
Segna per la prima volta ai mondiali nel terzo incontro della fase a gironi contro Panama.

## Statistiche

### Presenze e reti nei club
Statistiche aggiornate al 30 giugno 2024.
| Stagione          | Squadra             | Campionato        | Campionato | Campionato | Coppe nazionali | Coppe nazionali | Coppe nazionali | Coppe continentali | Coppe continentali | Coppe continentali | Altre coppe | Altre coppe | Altre coppe | Totale | Totale |
| Stagione          | Squadra             | Comp              | Pres       | Reti       | Comp            | Pres            | Reti            | Comp               | Pres               | Reti               | Comp        | Pres        | Reti        | Pres   | Reti   |
| ----------------- | ------------------- | ----------------- | ---------- | ---------- | --------------- | --------------- | --------------- | ------------------ | ------------------ | ------------------ | ----------- | ----------- | ----------- | ------ | ------ |
| 2008-2009         | Évreux              | D2                | 18         | 5          | CF              | 2               | 1               |                    | -                  | -                  |             | -           | -           | 20     | 6      |
| 2009-2010         | Montigny            | D1                | 21         | 3          | CF              | 1               | 0               |                    | -                  | -                  |             | -           | -           | 22     | 3      |
| 2010-2011         | Paris Saint-Germain | D1                | 19         | 0          | CF              | 1               | 0               |                    | -                  | -                  |             | -           | -           | 20     | 0      |
| 2011-2012         | Paris Saint-Germain | D1                | 8          | 0          | CF              | -               | -               | UWCL               | 0                  | 0                  |             | -           | -           | 8      | 0      |
| Totale PSG        | Totale PSG          | Totale PSG        | 27         | 0          |                 | 1               | 0               |                    | 0                  | 0                  |             | -           | -           | 28     | 0      |
| 2012-2013         | Guingamp            | D1                | 22         | 6          | CF              | 4               | 1               |                    | -                  | -                  |             | -           | -           | 26     | 7      |
| 2013-2014         | Guingamp            | D1                | 8          | 1          | CF              | -               | -               |                    | -                  | -                  |             | -           | -           | 8      | 1      |
| 2014-2015         | Saint-Malo          | D2                | 20         | 14         | CF              | 3               | 1               |                    | -                  | -                  |             | -           | -           | 23     | 15     |
| 2015-2016         | Saint-Malo          | D2                | 21         | 14         | CF              | -               | -               |                    | -                  | -                  |             | -           | -           | 21     | 14     |
| giu.-dic. 2016    | Saint-Malo          | D2                | 7          | 5          | CF              | -               | -               |                    | -                  | -                  |             | -           | -           | 7      | 5      |
| Totale Saint-Malo | Totale Saint-Malo   | Totale Saint-Malo | 48         | 33         |                 | 3               | 1               |                    | -                  | -                  |             | -           | -           | 51     | 34     |
| gen.-giu. 2017    | Guingamp            | D1                | 9          | 1          | CF              | 2               | 0               |                    | -                  | -                  |             | -           | -           | 11     | 1      |
| 2017-2018         | Guingamp            | D1                | 20         | 2          | CF              | 2               | 1               |                    | -                  | -                  |             | -           | -           | 22     | 3      |
| 2018-2019         | Guingamp            | D1                | 22         | 3          | CF              | 1               | 0               |                    | -                  | -                  |             | -           | -           | 23     | 3      |
| Totale Guingamp   | Totale Guingamp     | Totale Guingamp   | 81         | 13         |                 | 9               | 2               |                    | -                  | -                  |             | -           | -           | 90     | 15     |
| 2019-2020         | Brighton & Hove     | WSL               | 15         | 1          | WFC+WLC         | ?               | ?               |                    | -                  | -                  |             | -           | -           | 15     | 1      |
| 2020-2021         | Fleury              | D1                | 17         | 4          | CF              | 1               | 0               |                    | -                  | -                  |             | -           | -           | 18     | 4      |
| 2021-2022         | Fleury              | D1                | 21         | 4          | CF              | 4               | 1               |                    | -                  | -                  |             | -           | -           | 25     | 5      |
| 2022-2023         | Fleury              | D1                | 18         | 7          | CF              | 4               | 3               |                    | -                  | -                  |             | -           | -           | 22     | 10     |
| 2023-2024         | Fleury              | D1                | 22         | 4          | CF              | 5               | 0               |                    | -                  | -                  |             | -           | -           | 27     | 4      |
| Totale Fleury     | Totale Fleury       | Totale Fleury     | 78         | 19         |                 | 14              | 4               |                    | -                  | -                  |             | -           | -           | 92     | 23     |
| Totale carriera   | Totale carriera     | Totale carriera   | 288        | 74         |                 | 30              | 8               |                    | 0                  | 0                  |             | -           | -           | 318    | 82     |

## Palmarès

### Nazionale
- Campionato d'Europa under 19: 1

2010

### Individuale
- Trofei del calcio dell'Unione francese dei calciatori professionisti: 1

Squadra dell'anno del campionato francese femminile: 2023